# Lucien Petit-Breton
Lucien Georges Mazan (18. oktober 1882 – 20. december 1917) var en argentinsk cykelrytter (pseudonym: Lucien Petit-Breton). Han blev født i Bretagne i Frankrig, men flyttede som 6-årig til Argentina med sine forældre. Han fik argentinsk statsborgerskab.
Hans cykelkarriere startede, da han vandt en cykel i et lotteri. Hans far ønskede, at han skulle tage et "rigtigt" job. Derfor antog han kælenavnet Lucien Breton. Senere ændrede han det til Petit-Breton, da der allerede var en anden cykelrytter ved navn Lucien Breton.
Hans første vigtige sejr var det argentinske mesterskab i banecykling. I 1902 blev han indkaldt til den franske hær, så han flyttede tilbage til Frankrig. To år senere vandt han Boule d'Or, en vigtig begivenhed inden for banecyklingen. I 1905 slog han timerekorden på Buffalo-cykelbanen i Paris med en fart på 41,110 km/t. Samme år begyndte han at deltage i landevejsløb og blev hurtigt nr. 2 i Tour de France.
I 1907 og 1908 vandt han Touren, hvad der gjorde ham til den første dobbelte vinder. I 1907 vandt han også den første udgave af Milano-San Remo og i 1908 vandt han Paris-Bruxelles, som blev hans sidste store sejr. Udbruddet af 1. verdenskrig markerede enden på hans karriere. Han gik ind i den franske hær. Lucien Mazan døde i 1917, da han stødte mod en kørende bil ved fronten nær Troyes.